# CONCACAF-kampioenschap voetbal onder 20 - 1973
Het CONCACAF-kampioenschap voetbal onder 20 van 1973 was de 4e editie van het CONCACAF-kampioenschap voetbal onder 20, een CONCACAF-toernooi voor nationale ploegen van spelers onder de 20 jaar. Zes landen namen deel aan dit toernooi dat van 18 februari tot en met 4 maart 1973 in Mexico werd gespeeld. Mexico werd voor de derde keer winnaar. 
Het toernooi was aanvankelijk gepland om te worden gespeeld in januari met als gastland Nicaragua. Door de aardbeving daar werd het toernooi uitgesteld. 

## Groepsfase

### Groep A
| Pos. | Land      | GW | W | G | V | DV | DT | +/− | Ptn. |
| ---- | --------- | -- | - | - | - | -- | -- | --- | ---- |
| 1    | Mexico    | 2  | 2 | 0 | 0 | 9  | 1  | +8  | 4    |
| 2    | Canada    | 2  | 0 | 1 | 1 | 2  | 3  | –1  | 1    |
| 3    | Nicaragua | 2  | 0 | 1 | 1 | 1  | 8  | –7  | 1    |

|                  |        |     |           |  |
| 18 februari 1973 | Mexico | 7–0 | Nicaragua |  |
| 18 februari 1973 |        |     |           |  |

|                  |           |     |        |  |
| 20 februari 1973 | Nicaragua | 1–1 | Canada |  |
| 20 februari 1973 |           |     |        |  |

|                  |        |     |        |  |
| 22 februari 1973 | Mexico | 2–1 | Canada |  |
| 22 februari 1973 |        |     |        |  |

### Groep B
| Pos. | Land                 | GW | W | G | V | DV | DT | +/− | Ptn. |
| ---- | -------------------- | -- | - | - | - | -- | -- | --- | ---- |
| 1    | Guatemala            | 2  | 1 | 1 | 0 | 4  | 1  | +3  | 3    |
| 2    | Cuba                 | 2  | 1 | 1 | 0 | 1  | 0  | +1  | 3    |
| 3    | Nederlandse Antillen | 2  | 0 | 0 | 2 | 1  | 5  | –4  | 0    |

|                  |           |     |                      |  |
| 19 februari 1973 | Guatemala | 4–1 | Nederlandse Antillen |  |
| 19 februari 1973 |           |     |                      |  |

|                  |                      |     |      |  |
| 21 februari 1973 | Nederlandse Antillen | 0–1 | Cuba |  |
| 21 februari 1973 |                      |     |      |  |

|                  |           |     |      |  |
| 23 februari 1973 | Guatemala | 0–0 | Cuba |  |
| 23 februari 1973 |           |     |      |  |

## Knock-outfase

### Halve finale
|                  |           |     |        |                |
| 25 februari 1973 | Guatemala | 1–0 | Canada | Toluca, Mexico |
| 25 februari 1973 |           |     |        | Toluca, Mexico |

|                  |        |     |      |                |
| 25 februari 1973 | Mexico | 1–0 | Cuba | Toluca, Mexico |
| 25 februari 1973 |        |     |      | Toluca, Mexico |

### Troostfinale
|                  |      |     |        |                |
| 28 februari 1973 | Cuba | 2–0 | Canada | Puebla, Mexico |
| 28 februari 1973 |      |     |        | Puebla, Mexico |

### Finale
|              |        |     |           |                |
| 4 maart 1973 | Mexico | 2–0 | Guatemala | Puebla, Mexico |
| 4 maart 1973 |        |     |           | Puebla, Mexico |

1962 · 1964 · 1970 · 1973 · 1974 · 1976 · 1978 · 1980 · 1982 · 1984 · 1986 · 1988 · 1990 · 1992 · 1994 · 1996 · 1998 · 2001 · 2003 · 2005 · 2007 · 2009 · 2011 · 2013 · 2015 · 2017 · 2018 · 2022

Jeugdtoernooi CONCACAF mannen: onder 17 · onder 15

Jeugdtoernooi CONCACAF vrouwen: onder 20 · onder 17 · onder 15